# Falowód akustyczny
Falowód akustyczny – "kanał" w przestrzeni służący do prowadzenia fal akustycznych. Tworzy go ograniczony obszar ośrodkowy, różniący się od ośrodka go otaczającego współczynnikiem załamania. Fale akustyczne biegnące wzdłuż kanału rozchodzą się z tłumieniem mniejszym niż w ośrodku nieograniczonym.
Fala akustyczna po wejściu do falowodu odbija się wielokrotnie od jego granic na zasadzie całkowitego wewnętrznego odbicia. Falowody akustyczne, których przekrój geometryczny zmniejsza się, służą do koncentracji energii fali. Szczególne zastosowanie falowodów akustycznych znalazły w akustycznych liniach opóźniających – opóźnienie sygnału elektrycznego uzyskuje się przez jego zamianę z elektrycznego na ultradźwiękowy (który biegnie około 105 razy wolniej niż elektryczność) i na końcu linii z powrotem z ultradźwiękowego na elektryczny.
Naturalne falowody akustyczne powstające w atmosferze i oceanach (zmiana temperatury, gęstości powietrza, wody) umożliwia rozchodzenie się fal akustycznych (szczególnie o małych częstościach) na odległość rzędu setek tysięcy kilometrów.